# Villa de la Paz, Hidalgo
Villa de la Paz är en ort i Mexiko.   Den ligger i kommunen Ixmiquilpan och delstaten Hidalgo, i den sydöstra delen av landet, 130 km norr om huvudstaden Mexico City. Villa de la Paz ligger 1 924 meter över havet och antalet invånare är 332.
Terrängen runt Villa de la Paz är kuperad åt nordväst, men åt sydost är den platt. Terrängen runt Villa de la Paz sluttar söderut. Runt Villa de la Paz är det ganska tätbefolkat, med 155 invånare per kvadratkilometer. Närmaste större samhälle är Ixmiquilpan, 12,7 km söder om Villa de la Paz. Trakten runt Villa de la Paz består i huvudsak av gräsmarker.